# Ko Chang Soo
Ko Chang-su (en hangeul : 고창수), né le 5 décembre 1934 à Hungnam en Corée, est un poète, diplomate et traducteur coréen.

## Biographie
Ko Chang-su a obtenu un doctorat ès lettres de l'université Sungkyunkwan à Séoul. Sa thèse portait sur la pensée bouddhiste dans la littérature de T.S Eliot. Il a travaillé pour son pays en tant que diplomate ; il a été notamment consul général à Seattle, à Washington et ambassadeur en Éthiopie et au Pakistan. Il a traduit lui-même bon nombre de ses poèmes en anglais. 

## Œuvre
Sa poésie est écrite en coréen. En plus d'avoir publié un certain nombre de livres de poésie, certains de ses poèmes ont paru dans des revues telles que Viewpoint 11 et Curious Cats. Il a remporté plusieurs prix de poésie coréenne, ainsi que le Grand Prix du Festival International de Poésie Blaga Lucian en Roumanie. Certaines de ses poésies ont également été traduites en espagnol. Il a également remporté le Prix de la Traduction de Littérature Moderne en Corée. 
Une grande partie de sa poésie reflète sa connaissance de la culture et de la littérature occidentales, comme on peut le remarquer dans son poème, Pour Marc Chagall. D'autres poèmes lui permettent d'examiner avec du recul son expérience en Corée, comme par exemple Dans un village coréen à distance, mais aussi d'analyser d'autres cultures avec par exemple son long poème intitulé Mohenjo-Daro. 

## Publications
- Ce que l'araignée a dit, poèmes de Chang Soo Ko  (2004)
- Entre le son et le silence, poèmes de Chang Soo Ko
- Le son du silence : poèmes  (1996)
- Poèmes de Seattle (1992)
- Envoyant le bateau vers les étoiles :  poèmes de Park Je-chun. Traduit du coréen en anglais par Chang-soo Ko.

## Sources (en anglais)
- À propos de Ko:  https://web.archive.org/web/20060909180100/http://langtech.dickinson.edu/sirena/Issue4/Ko.htm
- http://www.homabooks.com/general/books/east_asia/Korea/1024.php
- Certains de ses poèmes en anglais : https://web.archive.org/web/20070928003705/http://www.poemworld.co.kr/lhw/reboard/list.php3?custom=poem
- D'autres poèmes de Ko en anglais :  https://web.archive.org/web/20070927121357/http://www.munhakac.co.kr/reboard/list.php3?custom=English